# ريسيبيني
ريسيبيني هي بلدية في مقاطعة فاليستي، مولدوفا. تتكون من قريتين، بوتشا وريسيبيني.

## مشاهير
- مايا ساندو، خبيرة اقتصادية، ورئيس مولدوفا السادس، ووزيرة التعليم في مولدوفا من 2012 حتى 2015.